# Leif Granli
Leif Granli (* 25. September 1909 in Hegra, Stjørdal, Nord-Trøndelag; † 7. März 1988) war ein norwegischer Politiker der Arbeiderpartiet, der zwischen 1945 und 1973 Mitglied des Storting, von 1963 bis 1965 Landwirtschaftsminister in der Regierung Gerhardsen IV sowie zwischen 1972 und 1973 Präsident des Storting war.

## Leben
Granli, Sohn des Schreiners Paul Troseth und Severine Buland, engagierte sich seit Beginn der 1930er Jahre in der Arbeiterpartei und war zwischen 1931 und 1933 Vorsitzender der Ap in Frol sowie danach von 1935 bis 1947 Vorsitzender der Ap von Inntrøndelag. Er gehörte von 1933 bis zum Beginn der deutschen Besatzung Norwegens 1940 dem Gemeinderat von Frol an. Beruflich war er nach dem Besuch der Arbeiterhochschule in Malmøya von 1935 bis 1940 als Landwirt auf seinem eigenen Bauernhof tätig und daneben zwischen 1937 und 1940 Journalist bei der Tageszeitung Arbeider-Avisen in Trondheim, ehe er von 1940 bis 1941 Redakteur der Zeitung Hardanger Folkeblad in Odda war. Daneben war er von 1939 bis 1948 Mitglied des Landesvorstands der Arbeiderpartiet. Nach dem Ende des Zweiten Weltkrieges wurde er 1945 wieder Mitglied des Gemeinderates von Frol, dem er nunmehr bis 1949 angehörte.
Bei der Wahl vom 8. Oktober 1945 wurde Granli als Kandidat der Arbeiderpartiet erstmals zum Mitglied des Storting gewählt und vertrat in diesem bis zur Wahl vom 10. September 1973 die Interessen des Fylke Nord-Trøndelag. Während seiner Parlamentszugehörigkeit war er zwischen Dezember 1945 und Januar 1954 Mitglied des Justizausschusses und danach von Januar 1954 bis Januar 1958 Mitglied des Finanz- und Zollausschusses, dessen Sekretär er zwischen Januar 1958 und September 1963 war. Daneben war er von 1957 bis 1973 Mitglied der Parlamentarischen Versammlung der NATO sowie zwischen 1959 und 1967 Mitglied des Stadtrates von Levanger.
Am 25. September 1963 wurde Granli von Ministerpräsident Einar Gerhardsen als Landwirtschaftsminister (Landbruksminister) in dessen vierte Regierung berufen, der er bis zum Ende von Gerhardsens Amtszeit am 12. Oktober 1965 angehörte.
Danach war Granli von Oktober 1965 bis September 1969 Mitglied des Landwirtschaftsausschusses. Er war zwischen dem 9. Mai 1966 und dem 13. Mai 1966 sowie erneut vom 2. Oktober 1967 bis zum 1. Oktober 1972 Vizepräsident des Storting. Er gehörte von Oktober 1967 bis Oktober 1973 dem Vorstand der Ap-Fraktion im Storting als Mitglied an. Des Weiteren war er zwischen Oktober 1967 und September 1973 Mitglied des Ausschusses für Auswärtiges und Verfassungsangelegenheiten sowie zeitgleich von Oktober 1969 und März 1971 Mitglied des Verteidigungsausschusses. Am 2. Oktober 1972 wurde er Nachfolger von Bernt Ingvaldsen als Präsident des Storting und bekleidete dieses Amt bis zum 30. September 1973, woraufhin Guttorm Hansen sein Nachfolger wurde.
1972 wurde Granli Nachfolger von Dagfinn Sakshaug Regierungspräsident (Fylkesmann) der Provinz Nord-Trøndelag und bekleidete diese Funktion bis 1979, woraufhin er durch Ola H. Kveli abgelöst wurde. Daneben bekleidete er zwischen 1974 und 1978 die Funktion als Vorsitzender des Beratungsausschusses für die Verwaltung und Lokalisierung von Problemen bei staatlichen Institutionen und von 1976 bis 1977 Vorsitzender des Ausschusses für die Verbesserung der Sicherheitsbestimmungen von Kernkraftwerken.

## Veröffentlichung
- Nuclear power and safety, Universitetsforlaget, 1979